# Cleome chrysantha
Cleome chrysantha är en paradisblomsterväxtart som beskrevs av Joseph Decaisne. Cleome chrysantha ingår i släktet paradisblomstersläktet, och familjen paradisblomsterväxter. Inga underarter finns listade i Catalogue of Life.